# Euscelidia artaphernes
Euscelidia artaphernes là một loài ruồi trong họ Asilidae. Euscelidia artaphernes được Speiser miêu tả năm 1910.